# Pacto Nacional de 1943
O Pacto Nacional é um acordo não escrito constitucionalmente que fundamenta o Líbano como um Estado multiconfessional e que modela o país desde então. Após negociações entres lideranças xiitas, sunitas e maronitas, o pacto surgiu em 1943 e permitiu a independência do Líbano, que era um protetorado francês. O Líbano seria um país árabe independente voltado para o Ocidente, mas que cooperaria de forma neutra com outros países árabes. 

## Antecedentes
Redigida durante o protetorado francês, a Constituição libanesa de 1926 instaurou uma república parlamentarista e separação dos três poderes. O Líbano não seria um Estado laico, tampouco confessional, pois não havia até então uma religião oficial. No entanto, estabeleceu-se que a comunidade religiosa era a via de acesso à cidadania, ou seja, o libanês tinha de se definir como maronita, sunita ou xiita, entre outras opções religiosas.

## Principais pontos
- os maronitas não pediriam intervenção estrangeira e aceitariam o Líbano como um país filiado "árabe", em vez de apenas um país alinhado com o Ocidente.
- os sunitas e xiitas renunciavam ao projeto de unidade árabe e união com a Síria
- o presidente da república tem de ser sempre maronita.
- o primeiro-ministro tem de ser sempre sunita.
- o presidente do parlamento tem de ser sempre sempre xiita.
- o vice-presidente do parlamento tem de ser sempre um grego ortodoxo.
- a proporção no parlamento seria de 6:5 em favor dos cristãos ante os muçulmanos (Binder 1966:276).

A maioria cristã-maronita no censo demográfico de 1932 foi o sustentáculo da estrutura de governo que deu a esta comunidade o controle da presidência, o comando das forças armadas e a maioria parlamentar. Entretanto, com o passar dos anos, a população muçulmana (em geral, mais pobre) aumentou em maior velocidade que a população cristã (em geral, mais rica). Além disso, muitos cristão emigraram do país, deixando ainda menor a composição desta comunidade e gerando protestos da comunidade muçulmana por causa da desproporção do poder. Sem que fosse realizado um novo censo, a insatisfação com as estruturas governamentais e as lutas sectárias aumentaram, o que levou à guerra civil.
Com o Acordo de Taif de 1990, mudou-se a proporção no parlamento libanês, criando a paridade (5/5) entre cristãos e muçulmanos, e reduziu o poder do presidente da república.